# Lo mejor de Endo
Lo Mejor De Endo es el segundo mixtape del cantante de reguetón Endo. Las demás canciones fueron grabadas hace 2 años y contiene 16 temas.

## Lista de canciones
| N.º | Título                                                   | Productor                        | Duración |  |
| 1.  | «Si Mija Si Si»                                          | Tarun & Onyx                     | 02:51    |  |
| 2.  | «Perreo Syntetico»                                       | Musicólogo & Menes               | 02:54    |  |
| 3.  | «Dile A Tu Gato» (feat. Farruko & Franco El Gorila)      | Musicólogo & Menes & Benny Benni | 04:15    |  |
| 4.  | «No Me Saquen La Furia»                                  | Tarun & Envy                     | 03:19    |  |
| 5.  | «Bichotito De Cornflakes»                                | Hebreo                           | 04:36    |  |
| 6.  | «Mambo & Pistolas»                                       | Musicólogo & Menes               | 02:12    |  |
| 8.  | «Fumeteo, Gatas & Delito» (feat. Envy)                   | Joha & Roddy Rod                 | 03:51    |  |
| 9.  | «Noche De Tra Tra» (feat. Waldy)                         | Segui El Cirujano & Tarun        | 03:57    |  |
| 10. | «No Pensemos En Estar Juntos» (feat. Delirious)          | Segui El Cirujano & Tarun        | 03:42    |  |
| 11. | «Ahora Me Tiran La Mala» (feat. Kenny The Ripper)        | Shadow La Sombra                 | 03:44    |  |
| 12. | «La Muerte Te Busca» (feat. Lenin)                       | Jay Tunes & Waylo                | 03:50    |  |
| 13. | «La Calle Es Mia» (feat. Delirious, Valdo & Benny Benni) | Tarun & Hebreo                   | 05:25    |  |
| 14. | «Sangre Nueva Soy Yo»                                    | Hebreo                           | 04:10    |  |
| 15. | «Deja Que Yo La Pille» (feat. El Bin & Xaviel)           | Millano                          | 04:02    |  |
| 16. | «Ready Pa Ti» (feat. El Bin)                             | Hebreo                           | 04:55    |  |